# 레쯔 (홍유왕)
레쯔(黎除/Lê Trừ, ? ~ ?년 11월 29일)는 대월 후 레 왕조의 개국황제 레러이의 차형(次兄)이자, 제15대 황제 영종의 천조부이다. 레쯔는 선조로 추존된 레코앙의 아들이다.
레러이가 후여조를 개창할 당시에 형 레쯔에 관한 언급이 전혀 없었으며 그의 휘를 피휘의 대상에 포함시키지도 않았다. 후에 레러이는 레쯔를 남국공(藍國公)에 추봉하였다. 레쯔는 여씨릉(黎氏陵)과 결혼하여 여괴(黎魁, ? ~ 1466)와 영종의 4대조인 레캉을 낳았다. 이후 황실은 영종의 후손으로 이어지기에 레쯔는 영종 이후 황실의 선조가 된다.
1556년, 중종이 후사 없이 승하하자 찐끼엠은 레쯔의 후손 여유방을 옹립하니 그가 바로 영종이었다. 영종은 즉위하자 자신의 조상들을 추존하여 레쯔를 계상소혜숙무홍유왕(啓祥昭惠肅武弘裕王)으로 존봉하였고 시호를 공화(恭和), 능호를 미림릉(美林陵)이라 하였으며, 그의 아내인 여씨릉을 유자화목장헌정근태비(柔慈和睦莊獻貞謹太妃)로 존봉하고 시호를 복경(福慶), 능호를 태래릉(太萊陵)이라 하였다.